# Ottava Ignác
Borszörcsöki Ottava/Ottawa Ignác (Érsekújvár, 1852. július 27. – Budapest, 1914. december 4.) szemorvos, egyetemi magántanár.

## Életpályája
Szülei Ottava Károly és Petrovics Anna. A budapesti egyetemen 1879-ben avatták orvosdoktorrá. 1879-től a szemklinika tanársegédje volt. 1887-ben egyetemi magántanári képesítést szerzett. 1905-ben nyilvános rendkívüli tanár, illetve a szemkórház igazgatója lett.
Elsők között ismerte fel a trachoma népbetegség jellegét. Két szemészeti eszközt talált fel: a spatulát a trachomás szem kötőhártyájának, a szondát a könnyvezetőnek a masszázsára.
Temetése a Kerepesi temetőben történt.

## Művei
- A szem fénytörési és alkalmazkadási rendellenességei (Budapest, 1884)
- Szemészeti műtéttan (Budapest, 1886)
- Tanulmány a szemkötőhártya trachomás betegségének sebészi orvoslásáról (Budapest, 1893)
- A szembetegségek balncotherapeutikus kezelése (Budapest, 1896)